# Quintero (Chili)
Pour les articles homonymes, voir Quintero.
Quintero est une ville et une commune du Chili faisant partie de la province de Valparaiso, elle-même rattachée à la région de Valparaiso. En 2012, la population de la commune s'élevait à 28 066 habitants. La superficie de la commune est de 148 km2 (densité de 56 hab./km²),.

## Environnement
Le gouvernement chilien décide en 1958 de sacrifier la côte et l'activité agricole et de pêche artisanale qui s'y déroulait pour y développer un pôle industriel. Depuis lors, les habitants respirent les gaz émis par quatre centrales thermiques à charbon et des raffineries de brut et de cuivre. Les eaux environnantes sont également considérablement polluées. La population, et en particulier les enfants et les femmes enceintes, est exposée à des intoxications et des maladies chroniques.
L'association écologiste Greenpeace dénonce une situation « pire » qu'à Tchernobyl, après l'accident nucléaire de 1986, car « ce n'est pas à cause d'un accident, mais de sites qui opèrent au quotidien et qui polluent en continu ».
Entre août et septembre 2018, un nuage toxique a noirci le ciel. Plus de 1 300 habitants se sont rendus aux urgences pour des vertiges, des nausées, des maux de tête et des éruptions cutanées. Selon le Collège des médecins, bien que les symptômes ne soient pas visibles chez les enfants et les femmes enceintes, ces gaz peuvent provoquer des séquelles. L'exposition à ces substances « va entraîner, tôt ou tard, l'apparition d'une maladie ou d'une tumeur ».
En 2019, la Cour suprême du Chili a estimé que la négligence de l’État chilien avait mis en danger « la santé, et même la vie des personnes ». Le gouvernement doit alors reconnaitre que « toutes sortes d'entreprises ont été installées là, sans aucune règle, générant des abus vis-à-vis des populations et de la nature ».

## Géographie
Le territoire de la commune se trouve sur la côte de l'Océan Pacifique. Une partie du territoire se trouve dans la Cordillère de la Côte avec des sommets culminant à 600 mètres. Au sud la commune est bordée par le rio Aconcagua. Quintero se trouve à 110 kilomètres à vol d'oiseau au oues-nord-ouest de la capitale Santiago et à 31 kilomètres au nord de Valparaiso capitale de la Région des Lacs.

Position de Quintero (en rouge) au sein de la Région de Valparaiso.